# Zeunerts

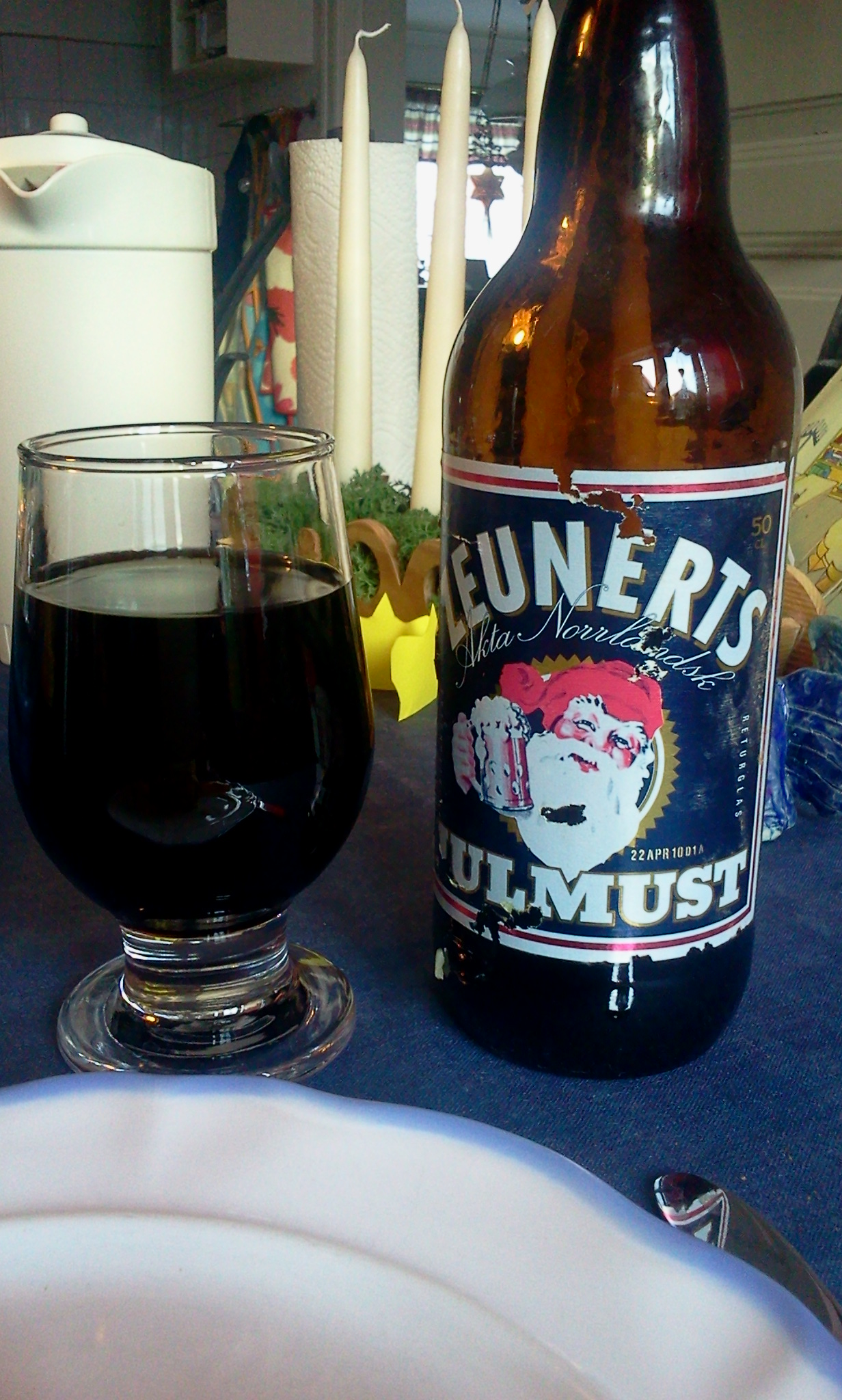
Zeunerts julmust från 2010.

Zeunerts är ett bryggeri som i sin moderna form grundades 1993 i Sollefteå, men som räknar sina anor tillbaka till det 1857 grundade Sollefteå Bryggeri (SOBRA), vars gamla lokaler togs över av Zeunerts. Namnet Zeunerts kommer från bryggeriets förste tyske bryggmästare, Christoffer August Zeunert, född i Bayern 1824, som 1859-1865 arbetade vid bryggeriet i Sollefteå.
2019 upphörde produktionen i Sollefteå och produkterna med namnet Zeunerts tillverkas numera i Kopparberg.

## Historik
Sollefteå Bryggeri köptes 1966 av Wårby Bryggerier, som ägdes av Kooperativa förbundet. 1989 köpte Spendrups hela KF:s bryggeriverksamhet och efter två år lades bryggeriet i Sollefteå ner. Vissa av bryggeriets varumärken, inte minst Norrlands Guld, behölls dock av Spendrups.
Bryggeriet kunde senare återuppstå sedan personalen och ett antal lokala intressenter köpt bryggerianläggningen av Spendrups, men det dröjde till 1993 innan man fick igång någon tillverkning, bland annat med hjälp av Fors Nya Bryggeri. Det nya namnet blev Zeunerts Bryggeri.
Efter att Zeunerts fick ekonomiska problem i början av 2000-talet, lade Kopparbergs Bryggeri hösten 2000 ett bud på företaget, som då var börsnoterat på Göteborgslistan. Zeunerts är numera dotterbolag till Kopparberg under namnet Zeunerts i Norrland AB.

## Produkter
Zeunerts julmust fanns redan under SOBRA:s tid, men var efter Spendrups uppköp borta från butikerna under många år.
Under 1990-talet och början av 2000-talet har Zeunerts tagit ett flertal medaljer i öl-VM, bland annat en guldmedalj för Zeunerts Pils samt en guldmedalj i kategorin lager för Zeunerts original 2004. 
Zeunerts gör även en lagrad julmust och påskmust som kommer tillbaka varje år i respektive högtid.